# Allison (Iowa)
Allison és una població dels Estats Units a l'estat d'Iowa. Segons el cens del 2000 tenia 1.006 habitants.

## Demografia
Segons el cens del 2000, Allison tenia 1.006 habitants, 424 habitatges, i 267 famílies. La densitat de població era de 131,7 habitants per km².
Dels 424 habitatges en un 25,9% hi vivien nens de menys de 18 anys, en un 55,4% hi vivien parelles casades, en un 6,1% dones solteres, i en un 36,8% no eren unitats familiars. En el 33% dels habitatges hi vivien persones soles el 23,1% de les quals corresponia a persones de 65 anys o més que vivien soles. El nombre mitjà de persones vivint en cada habitatge era de 2,2 i el nombre mitjà de persones que vivien en cada família era de 2,81.
Per edats la població es repartia de la següent manera: un 20,8% tenia menys de 18 anys, un 6,7% entre 18 i 24, un 21,7% entre 25 i 44, un 20,1% de 45 a 60 i un 30,8% 65 anys o més.
L'edat mediana era de 46 anys. Per cada 100 dones de 18 o més anys hi havia 76,7 homes.
La renda mediana per habitatge era de 34.338 $ i la renda mediana per família de 42.050 $. Els homes tenien una renda mediana de 30.147 $ mentre que les dones 18.929 $. La renda per capita de la població era de 16.472 $. Entorn del 5,8% de les famílies i el 8,9% de la població estaven per davall del llindar de pobresa.

## Poblacions més properes
El següent diagrama mostra les poblacions més properes.